# Vibeke Johnsen
Pour les articles homonymes, voir Johnsen.
Vibeke Johnsen-Fjellestad, née le 16 octobre 1968 à Oslo, est une ancienne handballeuse internationale norvégienne. Elle a notamment évolué au Sverresborg IF.
Avec l'équipe de Norvège, elle participe notamment aux jeux olympiques de 1988 où elle remporte une médaille d'argent.

## Palmarès

### Sélection nationale
- Jeux olympiques
  -  médaille d'argent aux Jeux olympiques de 1988, Séoul,  Corée du Sud